# Katie Murray
Katie Murray (16 januari 1997) is een Amerikaans voetbalster die uitkomt voor PEC Zwolle in de Eredivisie.

## Carrièrestatistieken
| Seizoen                    | Club                   | Land            | Competitie       | Competitie | Competitie | Beker | Beker | Internationaal | Internationaal | Overig | Overig | Totaal | Totaal |
| Seizoen                    | Club                   | Land            | Competitie       | Wed.       | Dlp.       | Wed.  | Dlp.  | Wed.           | Dlp.           | Wed.   | Dlp.   | Wed.   | Dlp.   |
| -------------------------- | ---------------------- | --------------- | ---------------- | ---------- | ---------- | ----- | ----- | -------------- | -------------- | ------ | ------ | ------ | ------ |
| 2019/20                    | UD Granadilla Tenerife | Spanje          | Primera División | 0          | 0          | 0     | 0     | –              | –              | 0      | 0      | 0      | 0      |
| 2020/21                    | UD Granadilla Tenerife | Spanje          | Primera División | 1          | 0          | 0     | 0     | –              | –              | 0      | 0      | 1      | 0      |
| 2021/22                    | PEC Zwolle             | Nederland       | Eredivisie       | 18         | 0          | 2     | 0     | –              | –              | 0      | 0      | 20     | 0      |
| Carrière totaal            | Carrière totaal        | Carrière totaal | Carrière totaal  | 19         | 0          | 2     | 0     | 0              | 0              | 0      | 0      | 21     | 0      |
| Bijgewerkt tot 14 mei 2022 |                        |                 |                  |            |            |       |       |                |                |        |        |        |        |